# Spion van Oranje
Spion van Oranje is een Nederlandse komische actiefilm uit 2009 van Tim Oliehoek. De hoofdrollen zijn voor Paul de Leeuw, Nelly Frijda, Najib Amhali en Jennifer Hoffman.
De filmpremière vond plaats op 1 februari 2009 in de Theater Fabriek Amsterdam. Voor die gelegenheid werd een speciale oranje loper uitgelegd. Al voor de première had de film te kampen met negatieve kritiek.

## Verhaal
Een terrorist verwoest met een bom het Paleis op de Dam en brengt via een opgenomen video-boodschap het dreigement over om heel Nederland te vernietigen. Hij eist dat de homoseksuele modeontwerper François van Vliet (Paul de Leeuw) met 135 gulden naar de grafkelder van de Nieuwe Kerk in Delft komt. Intussen wordt ook de Euromast vernield.
De Nederlandse veiligheidsdienst, met onder meer geheim agenten Mustafa (Najib Amhali) en Lena (Jennifer Hoffman), weet achter de identiteit van de terrorist te komen, het is Bruno van Lippe (Paul de Leeuw), de tweelingbroer van François. De veiligheidsdienst verzoekt François dringend om mee te werken. Eerst weigert hij, maar na een bezoek aan zijn moeder Irma (Nelly Frijda) doet hij het toch maar wel. De veiligheidsdienst probeert Bruno in Delft te arresteren, maar hij laat een bom ontploffen en doet zich voor als François en weet zo te ontsnappen.
Nadat Bruno, Irma gevangengenomen heeft in zijn kliniek voor plastische chirurgie in Duitsland, is François' eerste prioriteit het redden van haar, pas op de tweede plaats komt het redden van het land.
Bruno blijkt gedreven te worden door de frustratie dat hij als kind voor 135 gulden door zijn moeder Irma zou zijn verkocht. Irma ontkent dit, hij is haar afgenomen.
François komt naar de kliniek om zijn moeder te bevrijden. Ze zit in een als raket te lanceren vliegtuigje, dat klaarstaat om de stormvloedkering in Zeeland te vernietigen. François lanceert het per ongeluk. François en Bruno gaan beiden snel per auto naar de stormvloedkering, waarbij Bruno, François van de weg probeert te drukken. Na aankomst hebben ze zich verzoend, en gaan ze samen hun moeder redden. Met kabels naar het vliegende vliegtuig weten ze erop te klimmen. François redt Irma, maar Bruno verongelukt. Later in de film blijkt dat Bruno toch wel is ontsnapt. Hij woonde in een villa op een eiland. Het is niet bekend hoe Bruno ontsnapt is.

## Rolverdeling
| Acteur             | Personage                            |
| ------------------ | ------------------------------------ |
| Paul de Leeuw      | Francois van Vliet & Bruno van Lippe |
| Nelly Frijda       | Irma                                 |
| Najib Amhali       | Mustafa                              |
| Jennifer Hoffman   | Lena                                 |
| Hans Kesting       | Ulli                                 |
| Plien van Bennekom | Heidi                                |
| Fred Goessens      | Dekker                               |
| Natalia Druyts     | model                                |
| Patty Brard        | haarzelf                             |
| Gerard Joling      | zichzelf                             |
| Jort Kelder        | zichzelf                             |

## Achtergrond
Vooraf hadden regisseur Tim Oliehoek en Paul de Leeuw de intentie om samen een vervolg op Vet Hard te maken, genaamd Vet Hard 2, maar uiteindelijk resulteerde het in een scenario voor de film Spion van Oranje. Het was de bedoeling dat Paul de Leeuw na Filmpje! wederom opdook in een dubbelrol.
De film werd tussen 6 mei en 10 juli 2008 opgenomen. Het grootste gedeelte is gefilmd in Nederland, maar ook Duitsland fungeerde als opnamelocatie. De scènes bij de Euromast en Paleis op de Dam werden later met computertechnieken bewerkt om de zogenaamde verwoestingen te genereren.
De soundtrack van de film werd ingezongen door Natalia, die in de film de rol van model speelt. De soundtrack heet All Or Nothing en kwam op 16 januari 2009 uit in België en Nederland. Dit nummer is afkomstig van Wise Girl het vierde album van Natalie, dat op 24 april 2009 uitkomt in België.

## Ontvangst
Begin januari, enkele weken voor de première van de film, verscheen in het Algemeen Dagblad een kritische recensie van de hand van recensent Ab Zagt, waarin geen goed woord over de film werd gesproken: "de plot is stupide, de humor haalt zelfs een puberaal niveau niet, de onvermijdelijke BN'ers (Patty Brard, Gerard Joling, Jort Kelder en - wie kent hem niet? - Jac. Goderie) zijn hoogst irritant en wat het ergste is: Paul de Leeuw is geen moment grappig." De makers van Spion van Oranje verdedigden zich door te zeggen dat Zagt een onafgewerkte versie van de film had gezien, waar nog niet over geschreven mocht worden. Nog voor de première verschenen nog twee artikelen van Zagt waarin hij Spion van Oranje kraakte.
Desalniettemin werd de film in het openingsweekend door 45.000 mensen bezocht, en bracht toen 350.000 euro op. Op 18 februari werd de film bekroond met de Gouden Film, voor het bereiken van 100.000 bioscoopbezoekers. Uiteindelijke lokte de film 209.642 bezoekers naar de bioscoop, normaliter een respectabel aantal voor een Nederlandse productie. Maar gezien het budget van 4 miljoen euro, werd er over een behoorlijke flop gesproken.